# Aleksander Waszkiewicz

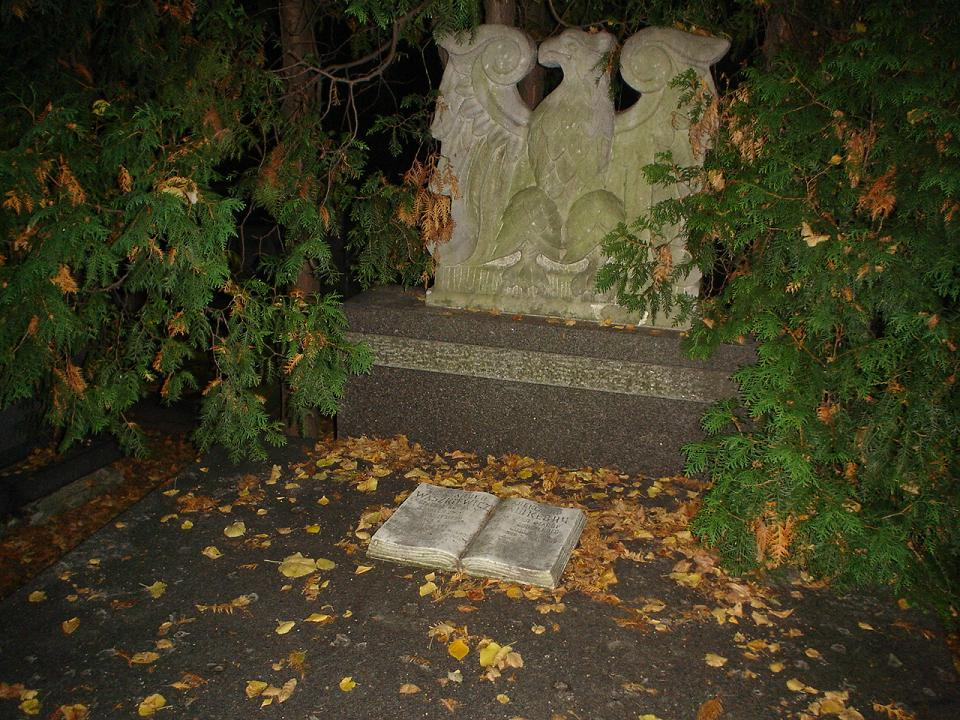
Grab von Aleksander Waszkiewicz

Aleksander Waszkiewicz (russisch Александр Вашкевич Alexander Waschkewitsch; * 1901 in Białowieża, Russisches Kaiserreich; † nach dem 21. April 1945 bei Thräna, Kreis Rothenburg (Ob. Laus.)) war ein polnisch-sowjetischer Generalmajor der Polnischen Volksarmee im Zweiten Weltkrieg.

## Leben
Waszkiewicz war von belarussischer Ethnizität. Er wurde 1919 Mitglied der Roten Armee und nahm am Polnisch-Sowjetischen Krieg teil. Danach besuchte er als Offizier die Heeresakademie in Smolensk und Moskau. Nach dem Beginn des Deutsch-Sowjetischen Kriegs war er Kommandeur verschiedener Schützen-Regimenter. Für seine Verdienste bei den Kämpfen am Dnepr wurde ihm im Oktober 1943 die Auszeichnung Held der Sowjetunion verliehen. Ebenfalls erhielt er den Leninorden und stieg bis zum Brigadegeneral auf. Im September 1944 wurde er aufgrund seines nun polnischen Geburtsortes Kommandeur der 5. Infanteriedivision der 2. Polnischen Armee der Polnischen Volksarmee. An der Seite der Roten Armee rückte die Division im Frühjahr 1945 in Deutschland vor. Im Rahmen der Operation Lausitz folgte ab Ende April die Schlacht um Bautzen. Bei den verlustreichen Kämpfen wurde Waszkiewicz verwundet und am 21. April von Panzertruppen der Wehrmacht bei Tauer gefangen genommen. Er soll in Gefangenschaft bei Verhören gefoltert und anschließend standrechtlich erschossen worden sein. Seine Leiche wurde Anfang Mai bei Stiftswiese aufgefunden und mit allen militärischen Ehren auf dem Soldatenfriedhof von Warschau beerdigt.
Er wurde posthum zum Generalmajor befördert und mit dem Virtuti Militari ausgezeichnet.